# Cole Harbour
Cole Harbour är en del av en befolkad plats i Kanada.   Den ligger i provinsen Nova Scotia, i den sydöstra delen av landet, 1 000 km öster om huvudstaden Ottawa. Cole Harbour ligger 50 meter över havet och antalet invånare är 20 000. Den ligger vid sjön Bissett Lake.
Terrängen runt Cole Harbour är platt. Runt Cole Harbour är det ganska tätbefolkat, med 214 invånare per kvadratkilometer.. Närmaste större samhälle är Halifax, 8,3 km väster om Cole Harbour. 
Runt Cole Harbour är det i huvudsak tätbebyggt.